# Liang Chen

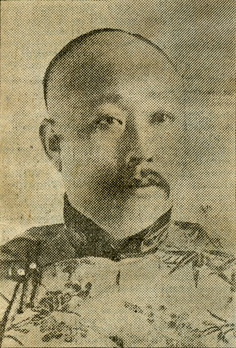
Liang Chen Porträt

Liang Chen (chinesisch 梁诚), Hào-Name Zhendong (chinesisch 震东);(* 1864 im Stadtbezirk Haizhu der Stadt Guangzhou; † 1917) war ein Diplomat der Qing-Dynastie.

## Leben
Von 1872 bis 1881 nahm Liang Cheng mit etwa 120 Kommilitonen an der Chinese Educational Mission (CEM Studienreisen) in die Vereinigten Staaten teil und studierte 1882 am Yale College.
1897 war Liang Cheng Gesandtschaftssekretär der chinesischen Mission zum Diamond Jubeelee von Victoria und wurde
von ihr als Knight Commander in den Order of St. Michael and St. George aufgenommen.
1902 war Liang Cheng Attaché an der Gesandtschaft in London, als zur Krönung von Eduard VII., Zaizhen der älteste Sohn von Yikuang, Prince Qing nach London kam.
Liang Cheng wurde im Sommer 1903 zum Botschafter in Washington, D.C., Madrid und Lima ernannt.
Von März 1904 bis 1908 war er Gesandter der Qing-Dynastie in Washington, D.C. und besuchte die Regierungen in La Paz und Havanna. Im Herbst 1904 wurde er bei der Regierung von Porfirio Díaz akkreditiert.
In seine Amtszeit fiel das San-Francisco-Erdbeben von 1906 dem zahlreiche Menschen mit chinesischem Migrationshintergrund zum Opfer fielen. Zu seinen diplomatischen Erfolgen wird das Abwenden von massiven Abschiebungen von Menschen mit chinesischen Migrationshintergrund aus Mexiko und den Vereinigten Staaten von Amerika gezählt.

## Beijing–Hankou Railway
In der Ära von Zhang Zhidong wurden für das Infrastrukturprojekt die Lu-Han auch Peking-Wuhan Bahnlinie Investoren gesucht.
Bei Investoren mit Geschäftssitz im Russischen Reich war eine Überschneidung mit der strategische Bedeutung der Bahnlinie für die imperialen Interessen der russischen Regierung notorisch.
Investoren mit Geschäftssitz in den Vereinigten Staaten, wie die American China Development Syndikat hatten den Vorzug, dass die imperialen Interessen der US-Regierung in Asien als weniger unmittelbar eingeschätzt wurden. Wie Wu Tingfang bemühte sich Liang Cheng um einen Vertragsabschluss mit dem American China Development Syndikat für die Bahnstrecke, welcher daran scheiterte, dass das US-Unternehmen offen die Kontrolle über die Betriebsgesellschaft der Bahnlinie forderte. Den Auftrag erhielt die 1897 in Brüssel gegründete Société d'études des chemins de fer en Chine, welche strategisch dem franco-russischen Block zugerechnet wurde. Die am 12. November 1905 fertiggestellte profitable Linie konnte 1909 in unter chinesische Kontrolle gebracht werden.
Sein Geschick bei Verhandlungen mit dem Kabinett Theodore Roosevelt trug dazu bei, dass die Tsinghua-Universität 1911 in Peking mit Entschädigungsgeldern der chinesischen Regierung für den Boxeraufstand an die Vereinigten Staaten eingerichtet wurde, weshalb sie auch den Beinamen Liang Cheng Universität trägt.
Von 21. März 1910 bis 1. November 1912 war er Gesandter in Berlin.
In China kam in dieser Zeit nach einem Aufstand in Hubei die Beiyang-Regierung an die Macht.